# Eupithecia lissopis
Eupithecia lissopis är en fjärilsart som beskrevs av Louis Beethoven Prout 1958. Eupithecia lissopis ingår i släktet Eupithecia och familjen mätare. Inga underarter finns listade i Catalogue of Life.